# 丁老头

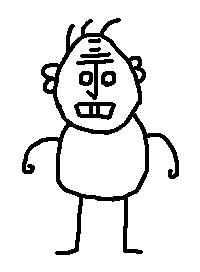
丁老头示例

丁老头是在中国大陆民间于20世纪80年代起广为流传的纸笔游戏。游戏者根据顺口溜，结合字符与图形（包括“丁”、“⚪”、“三”、“四”等），画出一个老者形象。顺口溜因地域不同存在各种版本，由于起笔第一句大多以“一个丁老头”画出鼻子而得名。